# Investidura presidencial de Dwight D. Eisenhower en 1953

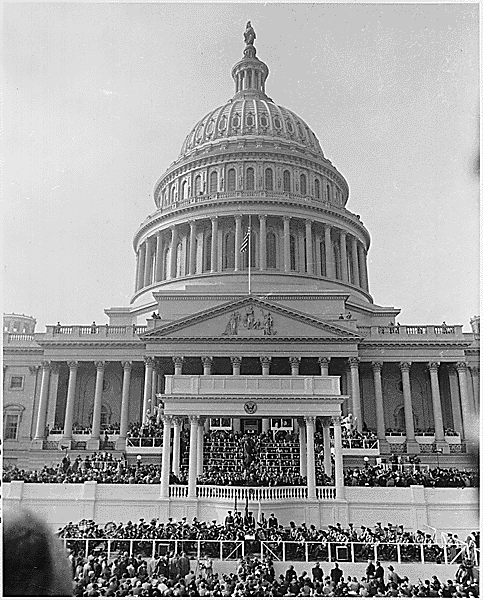
Inauguración presidencial de Dwight D. Eisenhower, el 20 de enero de 1953.

La investidura de Dwight D. Eisenhower de 1953, como el trigésimo cuarto Presidente de los Estados Unidos tuvo lugar el 20 de enero de 1953. Presidente de la Corte Suprema de Fred M. Vinson administra el juramento del cargo. Richard M. Nixon fue juramentado como vicepresidente del senador, William Knowland minutos antes de California. Eisonhower fue el primer Presidente que asumirá el cargo en esta fecha, ya que ni Franklin Roosevelt ni Harry Truman habían iniciado su primer mandato el 20 de enero.